# Рьоджи Нойори
Рьоджи Нойори (на японски: 野依 良治) е японски химик, лауреат на Нобелова награда за химия от 2001 г. заедно с Уилям Ноулс и Карл Бари Шарплес. Двамата с Ноулс изследват хирално катализираните хидрогенации.

## Ранен живот и образование
Рьоджи Нойори е роден на 3 септември 1938 г. в Кобе, Японската империя. Още от първите си години в училище се интересува от физика. Интересът му се разпалва още повече от известния японски физик Хидеки Юкава (нобелов лауреат от 1949 г.), който е близък приятел на баща му. По-късно започва да се запалва по химията, след като присъства на представяне на найлона на промишлено изложение. Той вижда силната страна на химията като способността ѝ да създава продукт с висока стойност от почти нищо. Впоследствие е приет за студент в департамента по промишлена химия в Киотския университет, от който завършва с бакалавърска степен през 1961 г. След това получава и магистърска степен по промишлена химия от същия университет. В периода 1963 – 1967 г. е научен сътрудник в университета. Пак там завършва и докторантурата си през 1967 г., а на следващата година става доцент. След постдокторантска работа с Елайъс Кори в Харвардския университет, Нойори започва работа в Нагойския университет, където става професор през 1972 г. От 2003 до 2015 г. е президент на изследователския институт Riken.

## Научна дейност
Нойори се занимава усилено в областта на катализата и зелената химия. Той споделя, че способността да се измислят правилни и практични химични синтези е необходимо за оцеляването на човешкия вид. Той поощрява учените да са политически активни. В днешно време Нойори е председател на Съвета за възстановяване на образованието, установен от японския министър-председател Шиндзо Абе.
Нойори е най-известен с асиметричната хидрогенация чрез катализаторни комплекси от родий и рутений. Асиметричната хидрогенация има широко приложение при производството на лекарства. Той работи и по асиметричните процеси. Около 3000 тона ментол годишно се произвеждат по метода на Нойори за изомеризация на алилните амини:
През последните години Нойори работи с Филип Джесоп по разработването на промишлен процес за производството на N,N-диметилформамид от водород, диметиламин и свръхкритичен въглероден диоксид в присъствието на RuCl2(PMe3)4 за катализатор.
От 2001 г. Нойори е носител на Нобелова награда за химия, а от 2009 г. – на златен медал „Ломоносов“. Чуждестранен член е на Британското кралско научно дружество от 2005 г.